# Dar Vuglbärbaam

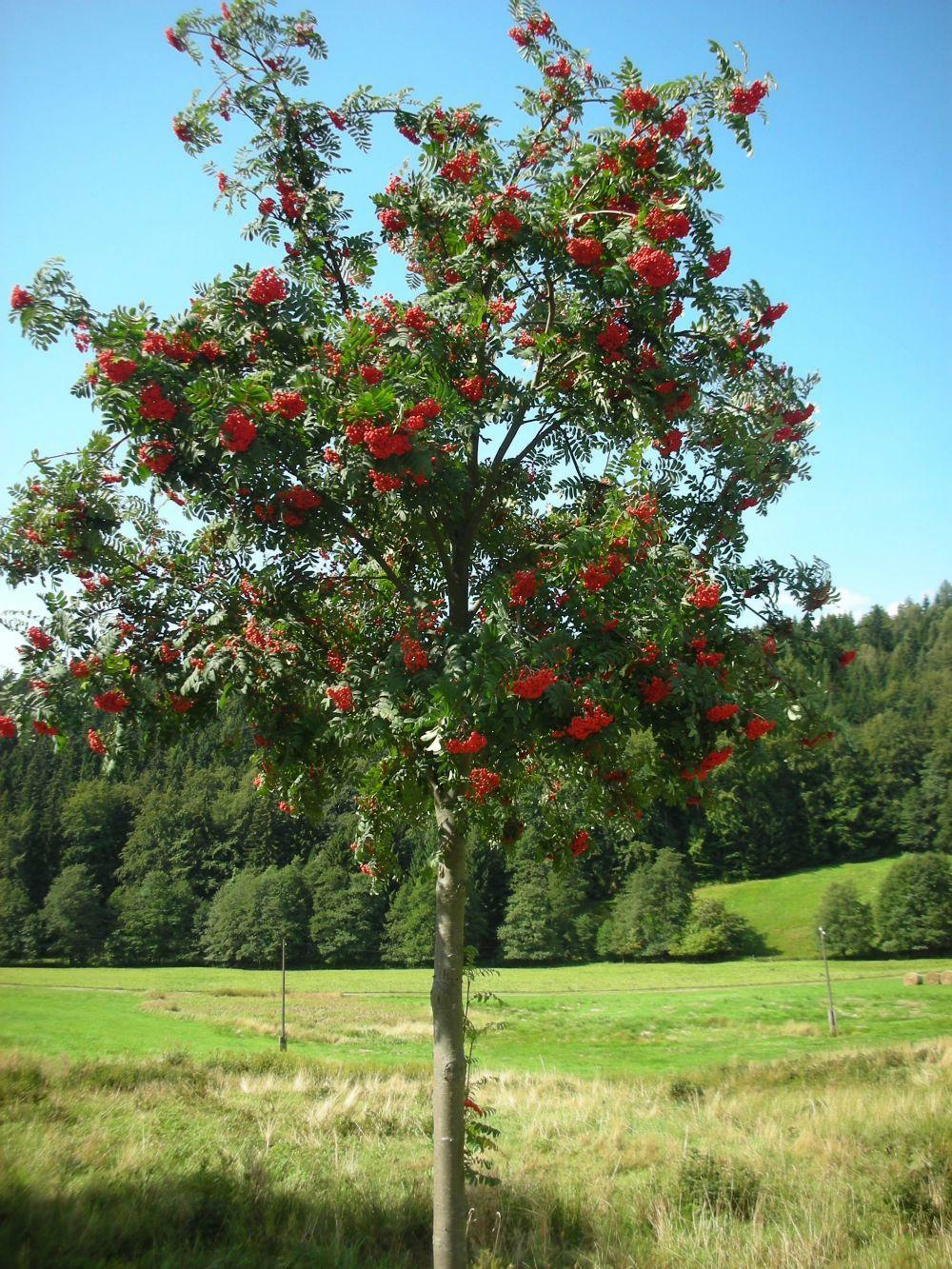
Vogelbeerbaum im Vogtland

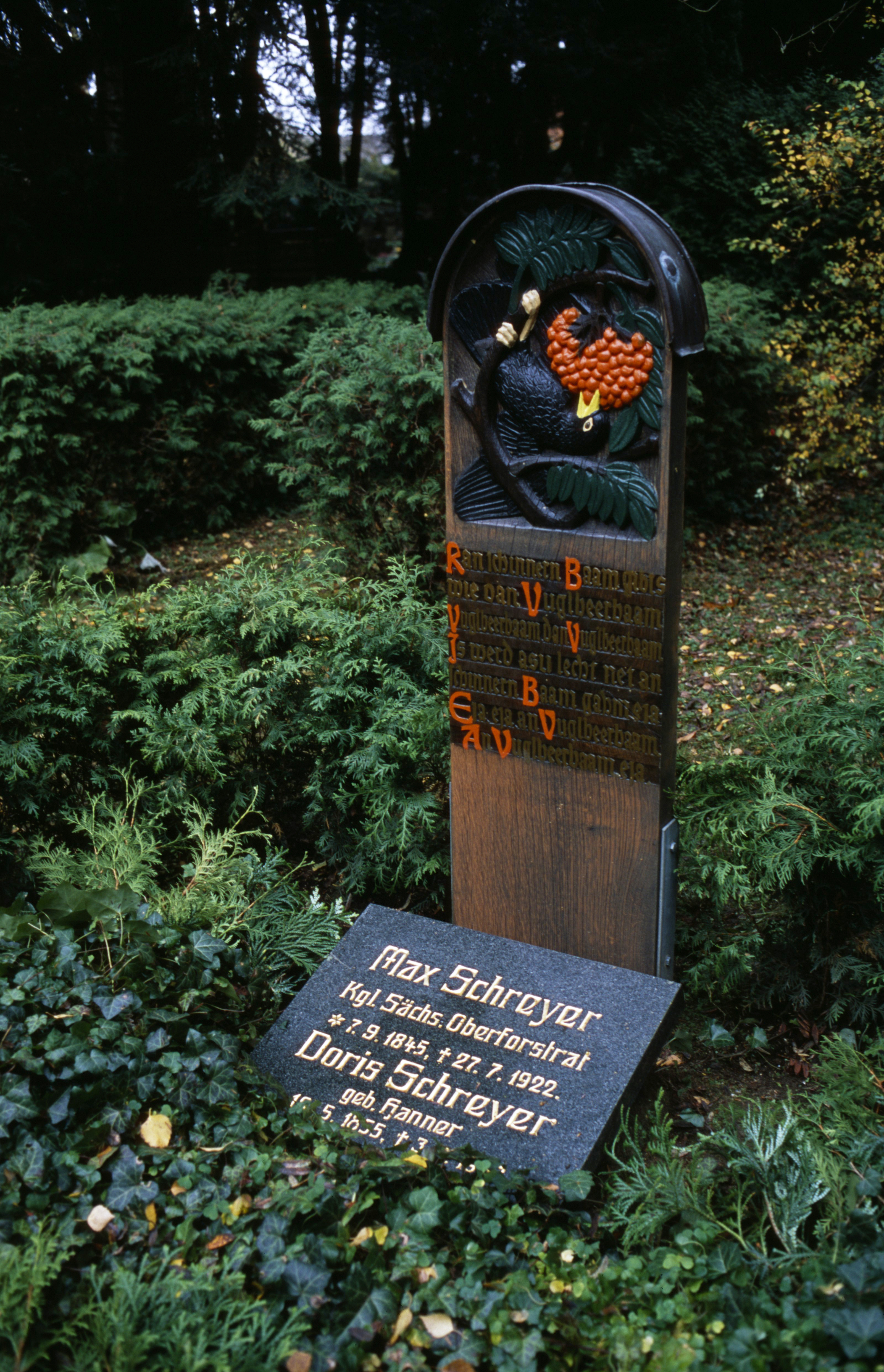
Grabmal Max Schreyers mit stilisierter Vogelbeere und Text der ersten Strophe

Dar Vuglbärbaam ist ein Ende des 19. Jahrhunderts entstandenes Volks- und Heimatlied in erzgebirgischer Mundart, das bereits vor 1900 überregional beliebt und verbreitet war. Der Text wurde vom sächsischen Förster und Mundartdichter Max Schreyer auf die Melodie eines österreichischen Volkslieds gedichtet.

## Inhalt und Aufbau
Das Lied handelt vom Vogelbeerbaum, dem als anspruchslos geltenden Symbolbaum des Erzgebirges, der auch oft in Häusernähe gepflanzt wird. Das Lied besteht aus fünf Strophen. Den Text dichtete Schreyer auf die Melodie des in Nieder- und Oberösterreich sowie in der Steiermark vor 1850 verbreiteten Volkslieds im Walzertakt Mir sein ja die lustign Hammerschmiedgsölln. Auch eine erzgebirgische Version unter dem Titel Da lusting Hammerschmiedsgselln hat der Verlag Wilhelm Vogel als Liedpostkarte herausgebracht mit dem Vermerk, Vers 2 bis 8 stammten von Schreyer. An dieser Angabe bestehen allerdings Zweifel. Die Melodie ist vom Altausseer Walzer abgeleitet, über den Raimund Zoder 1936 schreibt: „Der Altausseer ist unter dem Namen Steyrischer Walzer im Ausseer Land in der Steiermark wohlbekannt. Die Melodie ist in den Alpen weit verbreitet und beliebt. Als Schnaderhüpfl in Bayern, Tirol und im Salzkammergut.“
Der Text stellt, ohne ausdrücklichen Bezug zum Erzgebirge, in der ersten Strophe eine Vogelbeere oder Eberesche als „schönsten Baum“ vor. Die zweite und dritte Strophe beschreiben eine häusliche Szene unter einem Baum. In der vierten Strophe äußert das lyrische Ich den Wunsch, eine Eberesche aufs Grab gesetzt zu bekommen (Eine stilisierte Eberesche sowie der Liedbeginn sind auf dem Grabmal Schreyers zu finden). Die fünfte Strophe nimmt leicht variiert das Lob der Eberesche aus der Anfangsstrophe wieder auf.

### Text
1. Strophe

Kann schinn’rn Baam gippt’s, wie dann Vuglbärbaam,

Vuglbärbaam, ann Vuglbärbaam.

As wärd a su lächt nett ann schinn’rn Baam gahm,

schinn’rn Baam gahm, ei ja –

ei ja, ei ja, ann Vuglbärbaam,

ann Vuglbärbaam,

ann Vuglbärbaam,

ei ja, ei ja, ann Vuglbärbaam,

ann Vuglbärbaam, ei ja.

2. Strophe

Bei’n Kann’r sein Haus

Stieht a Vuglbärbaam,

Do sitzt unn’rn Kann’r 

Sei Weibs’n drnahm.

3. Strophe

No loßt sa näht sitz’n

Se schleft ja drbei –

Unn hoht se’s verschlohf’n,

Do huln mr sche rei.

4. Strophe

Unn wenn iech gestorm bieh

– Iech wär’sch nett drlaam –

Do pflanzt off mei Grob

Fei ann Vuglbärbaam!

5. Strophe

Dann kann schinn’rn Baam gippt’s

Wie dann Vuglbärbaam –

As ka eich su lächt nett

Ann schinn’rn Baam gahm!
1. ↑  In der Vorlage unter den Noten.
2. ↑  Kantor
3. ↑  Liedpostkarte: „nähr“
4. ↑  „Ich werd's nicht erleben.“

## Entstehung und Verbreitung

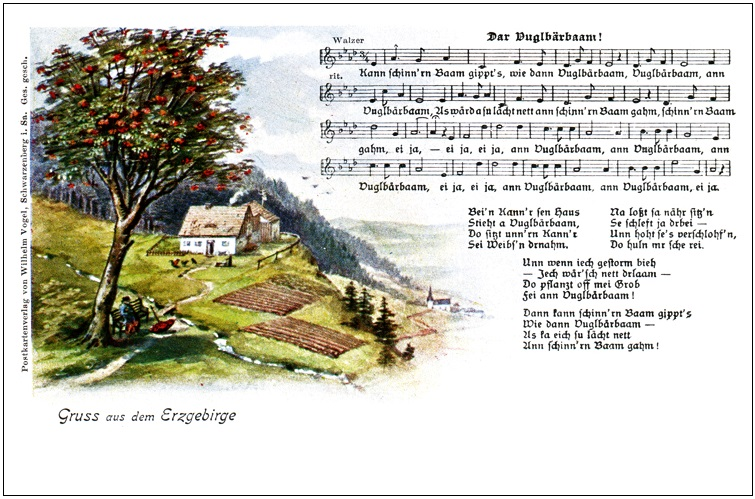
Dar Vuglbärbaam!, Liedpostkarte aus dem Verlag Wilhelm Vogel

Schreyer, der dem Erzgebirge sehr verbunden war, dichtete das Lied vermutlich 1887. Am 6. Oktober 1892 sang er das Lied anlässlich der Hochzeit seines Bruders vor Publikum. Erstmals wurde es im zweiten Band von Georg Oertels Sammlung Wie’s Vulk redt (Leipzig 1894) gedruckt. Verbreitung fand das Lied, als es auf Initiative von Arthur Vogel in der Schreibweise Dar Vugelbärbaam! mit Text, Noten und farbiger, durch den Revierförster Paul Hermann Preiß geschaffener Illustration auf der ersten Postkarte einer Serie des Schwarzenberger Verlages Wilhelm Vogel – vermutlich 1899 – gedruckt wurde, nachdem Vogel zuvor beim Volkssänger Anton Günther in Gottesgab zu Besuch gewesen war und erstmals dessen Liedpostkarten bewundert hatte. Anton Günther wird Dar Vuglbärbaam auch häufig fälschlicherweise zugeschrieben; die Verwechslung beruht möglicherweise darauf, dass Günther mit Da Vuglbeer (1900) und Wenn da Vugelbeer blüht (1921) selbst einige Lieder zur gleichen Thematik verfasste.
Die ersten Liedpostkarten mit dem Vuglbärbaam trugen zunächst keinen Hinweis auf den Textdichter Max Schreyer, erst ab ca. 1905 wurde der Name Schreyers hinzugefügt.
Die Symbolik des Liedes findet sich auch bei einem Buch Max Wenzels wieder, das 1920 mit dem Titel Unnern Vugelbeerbaam: Gereimtes und Ungereimtes aus dem Erzgebirge erschien. In Erich Loests 1995 verfilmtem Buch Nikolaikirche wird die lokale Beliebtheit des sentimentalen Liedes, neben der von ’s is Feieromd und der Erzgebirgshymne, von der Staatsmacht spöttisch auf „lokale Inzucht und Jodmangel“ zurückgeführt, die „dort oben massenhaft Kretins hervorgebracht“ hätten.
Zur überregionalen Verbreitung des Liedes sollen vor allem die Preßnitzer Sänger, Kapellen und Harfenmädchen zwischen 1887 und dem Ersten Weltkrieg beigetragen haben. Die böhmischen Kapellen waren auch unter der Bezeichnung Prager Studenten länger schon bekannt, Joseph von Eichendorff verewigte sie in einem Gedicht, das 1826 in der Novelle Aus dem Leben eines Taugenichts und ab 1841 auch einzeln unter dem Titel Wanderlied der Prager Studenten veröffentlicht wurde. Bereits 1860 waren um 50 dieser Gruppen mit etwa 500 Musikanten in Sachsen unterwegs. Speziell in Preßnitz war 1861 eine Musikschule gegründet und vermehrtes Augenmerk auf die Ausbildung von Musikerinnen gelegt worden, bereits 1875 war es zu Klagen wegen deren zuweilen lockerer Moral gekommen.

## Originalmanuskript
Das von Max Schreyer verfasste Originalmanuskript mit dem Liedtext des Vuglbärbaams überließen dessen Erben in den 1930er Jahren Schreyers Heimatstadt Johanngeorgenstadt zum Aufbau eines Heimatmuseums.